# Jürgen Untermann
Jürgen Untermann (ur. 24 października 1928 w Rheinfelden (Baden), zm. 7 lutego 2013 w Brauweiler) – niemiecki językoznawca, indoeuropeista, filolog i epigrafik.
Uczeń Hansa Krahego i Ulricha Schmolla, studiował na uniwersytetach we Frankfurcie i Tybindze. Obejmował stanowisko profesora językoznawstwa diachronicznego na uniwersytecie w Kolonii. Jego badania koncentrują się na językach w ruinie (Trümmersprachen) Włoch i Półwyspu Iberyjskiego. Uważany za największy autorytet w dziedzinie języków paleoiberyjskich, w szczególności iberyjskiego. Wydał zbiór inskrypcji paleoiberyjskich – Monumenta Linguarum Hispanicarum i usystematyzował onomastykę iberyjską.

## Publikacje
- Die vorgriechischen Sprachen Siziliens. Wiesbaden, 1958
- Die venetischen Personennamen. Wiesbaden, 1961
- Elementos de un atlas antroponímico de la Hispania Antigua. Madryt, 1965
- Monumenta Linguarum Hispanicarum. I. Die Münzlegenden. Wiesbaden, 1975
- Monumenta Linguarum Hispanicarum II: Die Inschriften in iberischer schrift aus Südfrankreich. Wiesbaden, 1980
- Monumenta Linguarum Hispanicarum III: Die iberischen inschriften aus Spanien. Wiesbaden, 1990
- Monumenta Linguarum Hispanicarum IV: Die tartessischen, keltiberischen und lusitanischen inschriften. Wiesbaden, 1997
- Wörterbuch des Oskisch-Umbrischen. Heidelberg, 2000